# Jurandyr Ross
Jurandyr Luciano Sanches Ross (30 de junho de 1947) é um geógrafo brasileiro, formado pela Universidade de São Paulo, com mestrado, doutorado e livre-docência em geografia física pela mesma Universidade.

## Carreira
Jurandyr é membro do conselho editorial da Revista do Instituto Florestal, da Revista Brasileira de Geomorfologia, do conselho consultivo do Boletim de Geografia da Universidade Estadual de Maringá e professor titular da Universidade de São Paulo. Foi chefe do Departamento de Geografia da Faculdade de Filosofia, Letras e Ciências Humanas da USP de 1983 até 2011.
Tem experiência na área de geografia, com ênfase em geomorfologia, atuando principalmente nos seguintes temas: geomorfologia, cartografia, gestão ambiental, zonamento ecológico-econômico e planejamento ambiental e produção do conhecimento geocientífico. 
Foi professor do primeiro e segundo graus na rede de ensino privado e participou do Projeto Radam, durante o regime ditatorial civil-militar, e do mapeamento geomorfológico do Centro-Oeste e Sul da Amazônia. Propôs sua classificação geomorfológica do território brasileiro valendo-se, simultaneamente, dos critérios de Aroldo de Azevedo e Aziz Ab'Sáber, bem como dos dados resultantes do supracitado projeto. Em essência, reorganizou as nomenclaturas previamente estabelecidas. 
Como consultor participou também dos estudos ambientais para a construção de hidrelétricas dos rios Xingu, Madeira, Iguaçu e Uruguai. Participou também das pesquisas socioambientais para Zoneamento Ecológico-Econômico junto ao MMA (Ministério do Meio Ambiente); dos projetos da bacia do Alto Paraguai, zona costeira do Brasil e do PPG7 - Programa de Proteção das Florestas Tropicais - Amazônia.

## Publicações
- Geomorfologia ambiente e planejamento (Editora Contexto, 1990)
- Geografia do Brasil (co-autoria, coleção Didática da Edusp, 1996)
- Ecogeografia do Brasil - Subsídio para Planejamento Ambiental (Oficina de Textos, 2006)